# 阿特科 (新澤西州)
阿特科（英語：Atco）是位於美國新澤西州康登縣的普查規定居民點。

## 人口
根據2020年美國人口普查的數據，阿特科的面積為25.10平方千米，皆為陸地。當地共有人口9058人，而人口密度為每平方千米360.88人。